# Teresa Ciepły

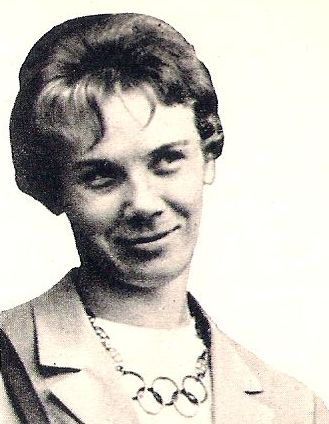
Teresa Ciepły

Teresa Barbara Ciepły (* 19. Oktober 1937 in Brodnia; † 8. März 2006 in Bydgoszcz; geborene Teresa Wieczorek) war eine polnische Leichtathletin und Olympionikin. 1964 wurde sie mit der polnischen 4-mal-100-Meter-Staffel Olympiasiegerin. Zwei Jahre zuvor war sie in ihrem Heimatland zur Sportlerin des Jahres gewählt worden.
Ciepły gehörte Anfang der 1960er Jahre zu den stärksten Sprinterinnen der Welt. Bei den Olympischen Spielen 1960 in Rom gewann sie noch unter ihrem Geburtsnamen Wieczorek mit der polnischen Staffel (Barbara Janiszewska, Celina Jesionowska, Halina Richter) über 4-mal 100 Meter die Bronzemedaille in 45,0 s hinter den USA (44,5 s) und der Bundesrepublik Deutschland (44,8 s).
Zwei Jahre später bei den Europameisterschaften in Belgrad gewann sie zwei Titel: im 80-Meter-Hürdenlauf und mit der 4-mal-100-Meter-Staffel; im 100-Meter-Lauf wurde sie zudem hinter Dorothy Hyman und Jutta Heine Dritte.
Den größten Erfolg ihrer Karriere feierte sie schließlich bei den XVIII. Olympischen Spielen 1964 in Tokio, als sie als Mitglied der polnischen 4-mal-100-Meter-Staffel (mit Irena Kirszenstein, Halina Górecka und Ewa Kłobukowska) in 43,6 s Olympiasiegerin vor den USA (43,9 s) und Großbritannien (44,0 s) wurde. Außerdem gewann sie im 80-Meter-Hürdenlauf die Silbermedaille hinter der Deutschen (= DDR) Karin Balzer, welche zeitgleich 10,5 s lief.
Ciepły war mit dem Hammerwerfer Olgierd Ciepły verheiratet.